# Orthotrichia cristata
Orthotrichia cristata är en nattsländeart som beskrevs av Morton 1905. Orthotrichia cristata ingår i släktet Orthotrichia och familjen smånattsländor. Inga underarter finns listade i Catalogue of Life.